# Alex Scott
Alex Scott   (Londres, 14 d'octubre de 1984) és una defensa de futbol internacional amb Anglaterra des de 2004. Ha jugat 3 Mundials i 3 Eurocopes entre 2005 i 2015, incloent un subcampionat europeu i un 3r lloc mundial, a més dels Jocs Olímpics de Londres amb Gran Bretanya, Va marcar el gol decisiu a la final de la Lliga de Campions 2006/07 que va guanyar el Arsenal contra el Umea IK.

## Trajectòria
| Temporades    | Lliga             | Club              | P   | G  | Actualitzat |
| ------------- | ----------------- | ----------------- | --- | -- | ----------- |
| 02/03 - 03/04 | D1                | Arsenal FC        |     |    |             |
| 04/05         | D1                | Birmingham City   |     |    |             |
| 05/06 - 08/09 | D1                | Arsenal FC        |     |    |             |
| 2009 - 2011   | D1                | Boston Breakers   | 055 | 01 |             |
| 2012 - act.   | D1                | Arsenal FC        | 067 | 06 | 29/11/2016  |
|               |                   |                   |     |    |             |
| 2004 - act.   | Selecció absoluta | Selecció absoluta | 129 | 12 | 11/08/2016  |
| 2012          | Selecció absoluta | Selecció absoluta | 05  | 0  |             |

## Palmarès
| Títols — Seleccions nacionals            |
|                                          |
| Títols — Clubs                           |
| 1 Lliga de Campions                      |
| 6 Lligues                                |
| 8 Copes                                  |
| 6 Copes de la Lliga                      |
| Reconeixements — Premis                  |
|                                          |
| Reconeixements — Seleccions de jugadores |
|                                          |